# BMW X4
O BMW X4 é um SUV crossover fabricado pela BMW desde 2014. Ele é comercializado como um SUV cupê, o segundo modelo da BMW comercializado como tal após o X6, e apresenta elementos de estilo e a linha do teto de um cupê de duas portas tradicional. O X4 é amplamente considerado como uma versão "cupê" do X3, trocando sua praticidade por um teto traseiro inclinado que oferece um estilo mais esportivo.
No Brasil, a primeira geração (F26) entrou em produção em agosto de 2016 e a segunda geração (G02) em novembro de 2018.